# Baives
Baives est une commune française située dans le département du Nord, en région Hauts-de-France.
Elle se situe à la frontière franco-belge avec la localité de Macon (commune de Momignies).

## Géographie
Les communes limitrophes sont  Chimay, Momignies, Moustier-en-Fagne et Wallers-en-Fagne.

### Description
Baives fait partie administrativement de l'Avesnois (arrondissement d'Avesnes-sur-Helpe), région située dans le Sud-Est du département du Nord ; historiquement du Hainaut ; géologiquement des Ardennes ; ses paysages rappellent la « grande Thiérache ».
La commune fait partie du Parc naturel régional de l'Avesnois.
Située dans la Fagne française et au sud de l'Avesnois (Thiérache du Nord française), Baives se trouve sur le prolongement de la Calestienne belge, plus précisément sur la terminaison périclinale de cette structure. Ancienne carrière de calcaire avec son four à chaux restauré en 2009, maintenant intégré à un paysage boisé et de prairie.

### Communes limitrophes
|                  | Moustier-en-Fagne |                    |
| Wallers-en-Fagne | Baives            | Chimay Belgique    |
|                  |                   | Momignies Belgique |

### Géologie et relief
C'est donc un environnement calcaire, dans lequel on retrouve en particulier la fameuse « pierre bleue » correspondant au niveau givétien, appelée abusivement « marbre bleu », qui marque l'architecture de la Thiérache du Nord, de la Thiérache belge, de la Fagne et de la région de Givet.
Sur le site de la commune se trouvent les Monts de Baives, site très connu des botanistes locaux pour une flore calcicole très riche, notamment en orchidées, marquée par le croisement du climat continental et le caractère méridional d'une exposition sud de « terres chaudes » calcaires. Les monts de Baives marquent ainsi la limite occidentale de certaines espèces continentales. Par ailleurs, les monts de Baives culminent à 239 m. Mais le véritable point culminant du Nord se situe à Anor, dans l'Avesnois et culmine à 272 mètres d'altitude.

### Hydrographie

#### Réseau hydrographique
La commune est située dans le bassin Artois-Picardie. Elle est drainée par l'Helpe Majeure, le ruisseau de Baives, le Pont de Chimay, le ruisseau de Bailièvre et le ruisseau Des Gocheries,,.
L'Helpe Majeure, d'une longueur de 69 km, prend sa source dans la commune de Ohain et se jette dans la Sambre canalisée à Noyelles-sur-Sambre, après avoir traversé 18 communes.

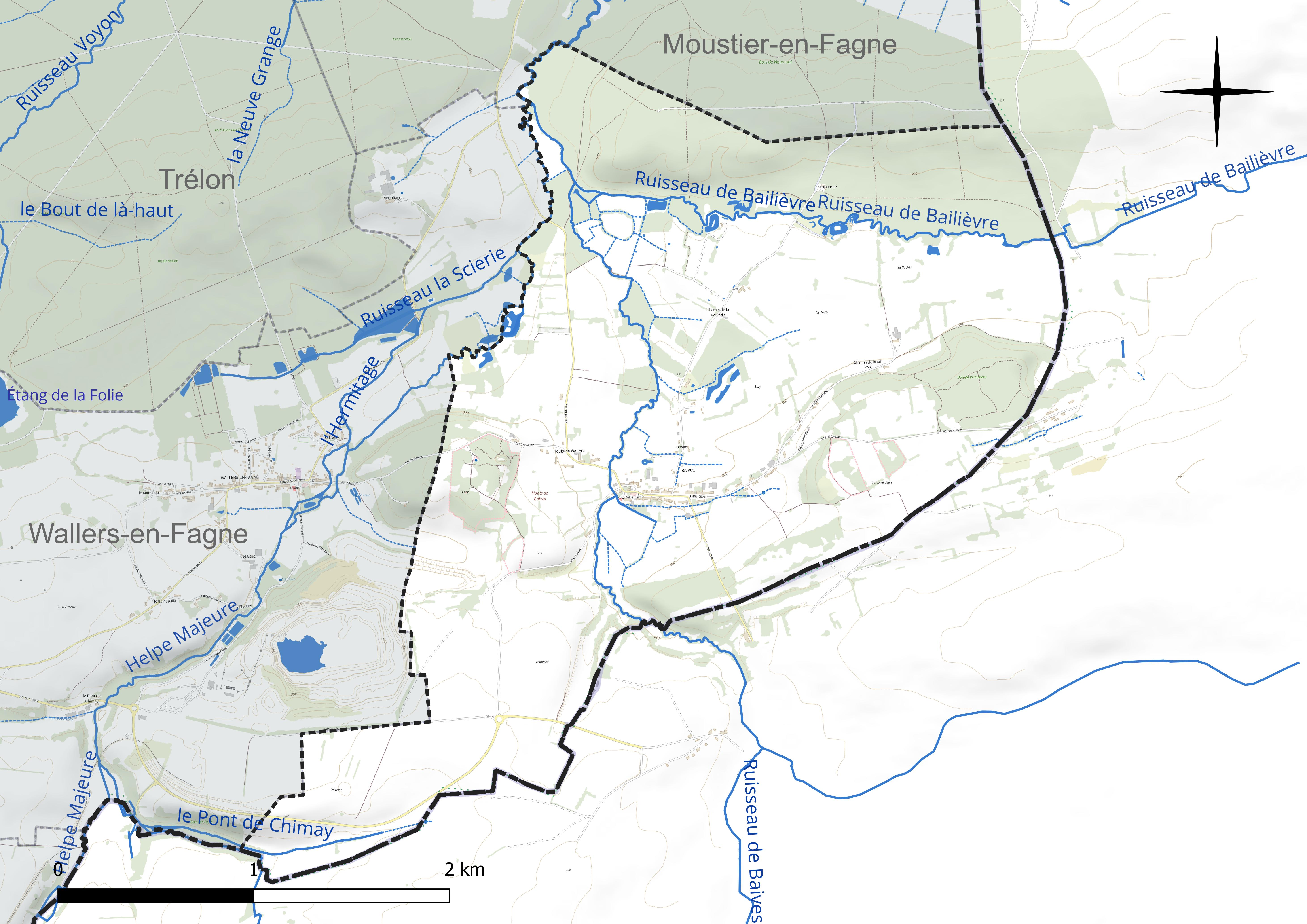
Réseau hydrographique de Baives.

#### Gestion et qualité des eaux
Le territoire communal est couvert par le schéma d'aménagement et de gestion des eaux (SAGE) « Sambre ». Ce document de planification concerne un territoire de 1 253 km2 de superficie, délimité par le bassin versant de la Sambre. Le périmètre a été arrêté le 1er novembre 2003 et le SAGE proprement dit a été approuvé le 21 septembre 2012, puis modifié le 18 août 2022. La structure porteuse de l'élaboration et de la mise en œuvre est le syndicat mixte du Parc naturel régional de l'Avesnois.
La qualité des cours d'eau peut être consultée sur un site dédié géré par les agences de l'eau et l'Agence française pour la biodiversité.

## Urbanisme

### Typologie
Au 1er janvier 2024, Baives est catégorisée commune rurale à habitat très dispersé, selon la nouvelle grille communale de densité à sept niveaux définie par l'Insee en 2022.
Elle est située hors unité urbaine et hors attraction des villes,.

### Occupation des sols
L'occupation des sols de la commune, telle qu'elle ressort de la base de données européenne d'occupation biophysique des sols Corine Land Cover (CLC), est marquée par l'importance des territoires agricoles (68,9 % en 2018), en diminution par rapport à 1990 (71,3 %). La répartition détaillée en 2018 est la suivante :
prairies (55,6 %), forêts (24 %), terres arables (13,3 %), zones urbanisées (3,1 %), mines, décharges et chantiers (2,2 %), zones humides intérieures (1,7 %). L'évolution de l'occupation des sols de la commune et de ses infrastructures peut être observée sur les différentes représentations cartographiques du territoire : la carte de Cassini (XVIIIe siècle), la carte d'état-major (1820-1866) et les cartes ou photos aériennes de l'IGN pour la période actuelle (1950 à aujourd'hui).

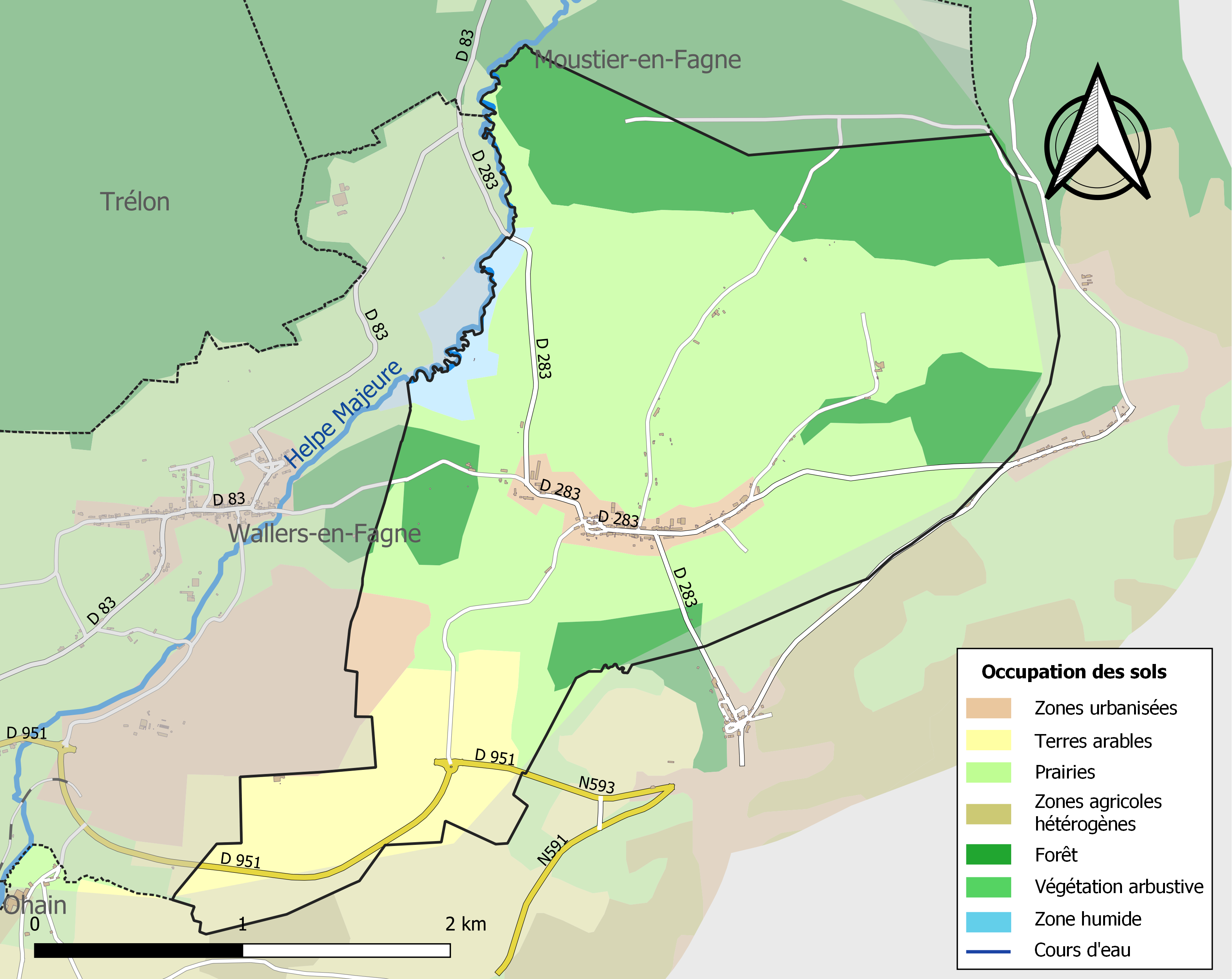
Carte des infrastructures et de l'occupation des sols de la commune en 2018 (CLC).

### Habitat et logement
En 2019, le nombre total de logements dans la commune était de 82, alors qu'il était de 80 en 2014 et de 76 en 2009.
Parmi ces logements, 84 % étaient des résidences principales, 11,1 % des résidences secondaires et 4,9 % des logements vacants. Ces logements étaient pour 98,8 % d'entre eux des maisons individuelles et pour 0 % des appartements.
Le tableau ci-dessous présente la typologie des logements à Baives en 2019 en comparaison avec celle du Nord et de la France entière. Une caractéristique marquante du parc de logements est ainsi une proportion de résidences secondaires et logements occasionnels (11,1 %) supérieure à celle du département (1,6 %) et à celle de la France entière (9,7 %). Concernant le statut d'occupation de ces logements, 71 % des habitants de la commune sont propriétaires de leur logement (75 % en 2014), contre 54,7 % pour le Nord et 57,5 pour la France entière.
| Typologie                                               | Baives | Nord | France entière |
| ------------------------------------------------------- | ------ | ---- | -------------- |
| Résidences principales (en %)                           | 84     | 90,6 | 82,1           |
| Résidences secondaires et logements occasionnels (en %) | 11,1   | 1,6  | 9,7            |
| Logements vacants (en %)                                | 4,9    | 7,8  | 8,2            |

## Histoire

### Moyen Âge
En 843, avec le traité de Verdun, le partage de l'empire carolingien entre les trois petits-fils de Charlemagne octroie à Lothaire I, la Francie médiane qui comprend le Hainaut dont fait partie le village.
En 855, du fait du traité de Prüm qui partage la Francie médiane entre les trois fils de Lothaire I, le Hainaut est rattaché à la Lotharingie dont hérite Lothaire II.
En 870, après la mort de Lothaire II, avec le traité de Meerssen0, une partie de la Lotharingie dont fait partie le Hainaut est rattachée à la Francie occidentale.
En 880, avec le traité de Ribemont en 880, le Hainaut est rattaché à la Francie orientale qui deviendra le Saint-Empire romain germanique en 962.

### Époque contemporaine

#### Première Guerre mondiale
Le 17 août 1914, tout au début de la guerre, des troupes françaises venant du département des Ardennes, étant passées en Belgique, rentrées en France par Baives, cantonnent dans la commune d'Eppe-Sauvage.

## Politique et administration

### Rattachements administratifs et électoraux

#### Rattachements administratifs
La commune se trouve dans l'arrondissement d'Avesnes-sur-Helpe du département du Nord.
Elle faisait partie depuis 1801 du canton de Trélon. Dans le cadre du redécoupage cantonal de 2014 en France, cette circonscription administrative territoriale a disparu, et le canton n'est plus qu'une circonscription électorale.

#### Rattachements électoraux
Pour les élections départementales, la commune fait partie depuis 2014 du canton de Fourmies
Pour l'élection des députés, elle fait partie de la troisième circonscription du Nord.

### Intercommunalité
Baives était membre de la communauté de communes Guide du pays de Trélon, un établissement public de coopération intercommunale (EPCI) à fiscalité propre créé fin 1992 et auquel la commune avait transféré un certain nombre de ses compétences, dans les conditions déterminées par le code général des collectivités territoriales.
Dans le cadre d'un mouvement de regroupement des intercommunalités du Nord envisagé par les services de l'état en 2012/2013, cette intercommunalité a fusionné avec sa voisine pour former, le 1er janvier 2014, la communauté de communes du Sud Avesnois dont est désormais membre la commune.

### Liste des maires
| Période                                  | Période   | Identité                                       | Étiquette | Qualité                         |
| ---------------------------------------- | --------- | ---------------------------------------------- | --------- | ------------------------------- |
| Les données manquantes sont à compléter. |           |                                                |           |                                 |
| Maire en 1802-1803                       |           | Jean Joseph Leclerc                            |           |                                 |
| Maire en 1807-1808                       |           | M. Hancart                                     |           |                                 |
| Les données manquantes sont à compléter. |           |                                                |           |                                 |
| mars 1977                                | juin 1995 | Raymond Bienfait (31 mai 1909 - 25 avril 2011) |           |                                 |
| juin 1995                                | En cours  | Claude Gary (né le 12 août 1942)               |           | Réélu pour le mandat 2020-2026, |

## Équipements et services publics

### Enseignement
Baives fait partie de l'académie de Lille.

## Population et société

### Démographie

#### Évolution démographique
L'évolution du nombre d'habitants est connue à travers les recensements de la population effectués dans la commune depuis 1793. Pour les communes de moins de 10 000 habitants, une enquête de recensement portant sur toute la population est réalisée tous les cinq ans, les populations de référence des années intermédiaires étant quant à elles estimées par interpolation ou extrapolation. Pour la commune, le premier recensement exhaustif entrant dans le cadre du nouveau dispositif a été réalisé en 2007.

En 2022, la commune comptait 161 habitants, en évolution de −2,42 % par rapport à 2016 (Nord : +0,51 %, France hors Mayotte : +2,11 %).
| 1793 | 1800 | 1806 | 1821 | 1831 | 1836 | 1841 | 1846 | 1851 |
| ---- | ---- | ---- | ---- | ---- | ---- | ---- | ---- | ---- |
| 300  | 185  | 277  | 272  | 333  | 324  | 320  | 308  | 318  |

| 1856 | 1861 | 1866 | 1872 | 1876 | 1881 | 1886 | 1891 | 1896 |
| ---- | ---- | ---- | ---- | ---- | ---- | ---- | ---- | ---- |
| 311  | 283  | 270  | 248  | 233  | 256  | 234  | 216  | 227  |

| 1901 | 1906 | 1911 | 1921 | 1926 | 1931 | 1936 | 1946 | 1954 |
| ---- | ---- | ---- | ---- | ---- | ---- | ---- | ---- | ---- |
| 220  | 237  | 214  | 228  | 218  | 191  | 203  | 190  | 174  |

| 1962 | 1968 | 1975 | 1982 | 1990 | 1999 | 2006 | 2007 | 2012 |
| ---- | ---- | ---- | ---- | ---- | ---- | ---- | ---- | ---- |
| 206  | 193  | 151  | 123  | 129  | 141  | 152  | 153  | 160  |

| 2017 | 2022 | - | - | - | - | - | - | - |
| ---- | ---- | - | - | - | - | - | - | - |
| 167  | 161  | - | - | - | - | - | - | - |

#### Pyramide des âges
La population de la commune est relativement jeune.
En 2018, le taux de personnes d'un âge inférieur à 30 ans s'élève à 38,4 %, soit en dessous de la moyenne départementale (39,5 %). À l'inverse, le taux de personnes d'âge supérieur à 60 ans est de 23,4 % la même année, alors qu'il est de 22,5 % au niveau départemental.
En 2018, la commune comptait 70 hommes pour 98 femmes, soit un taux de 58,33 % de femmes, largement supérieur au taux départemental (51,77 %).
Les pyramides des âges de la commune et du département s'établissent comme suit.
| Hommes | Classe d’âge | Femmes |
| ------ | ------------ | ------ |
| 0,0    | 90 ou +      | 0,0    |
| 8,6    | 75-89 ans    | 8,2    |
| 12,9   | 60-74 ans    | 16,5   |
| 21,4   | 45-59 ans    | 18,6   |
| 22,9   | 30-44 ans    | 15,5   |
| 15,7   | 15-29 ans    | 20,6   |
| 18,6   | 0-14 ans     | 20,6   |

| Hommes | Classe d’âge | Femmes |
| ------ | ------------ | ------ |
| 0,5    | 90 ou +      | 1,4    |
| 5,3    | 75-89 ans    | 8,1    |
| 14,8   | 60-74 ans    | 16,2   |
| 19,1   | 45-59 ans    | 18,4   |
| 19,5   | 30-44 ans    | 18,7   |
| 20,7   | 15-29 ans    | 19,1   |
| 20,2   | 0-14 ans     | 18     |

## Culture locale et patrimoine

### Lieux et monuments
Baives est dotée de bâtiments repérés dans la base Mérimée :
- L'église paroissiale Saint-Martin[22]
- La mairie[23]
- L'école[24]
- 45 fermes à Baives[25]

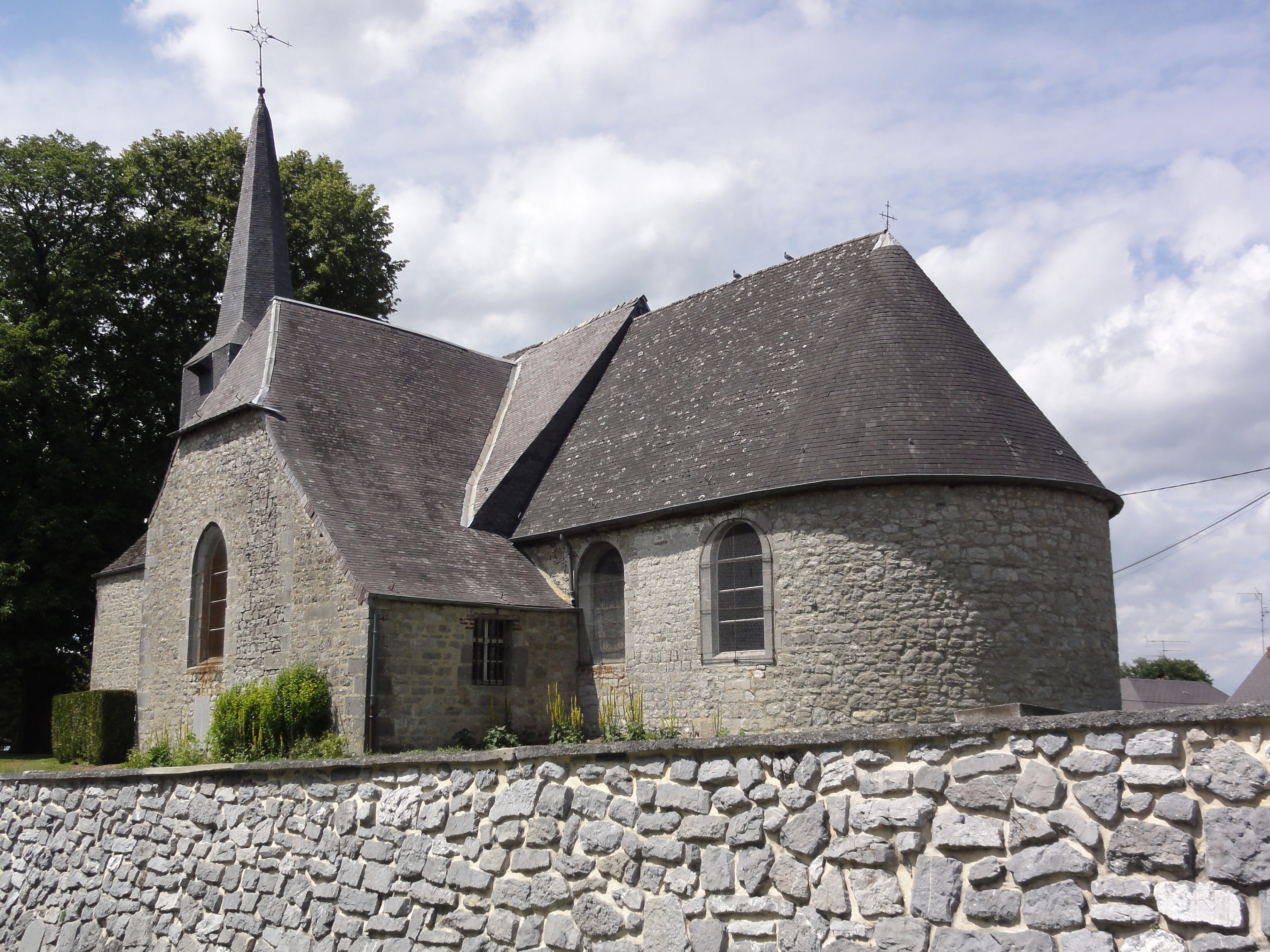
L'église Saint-Martin
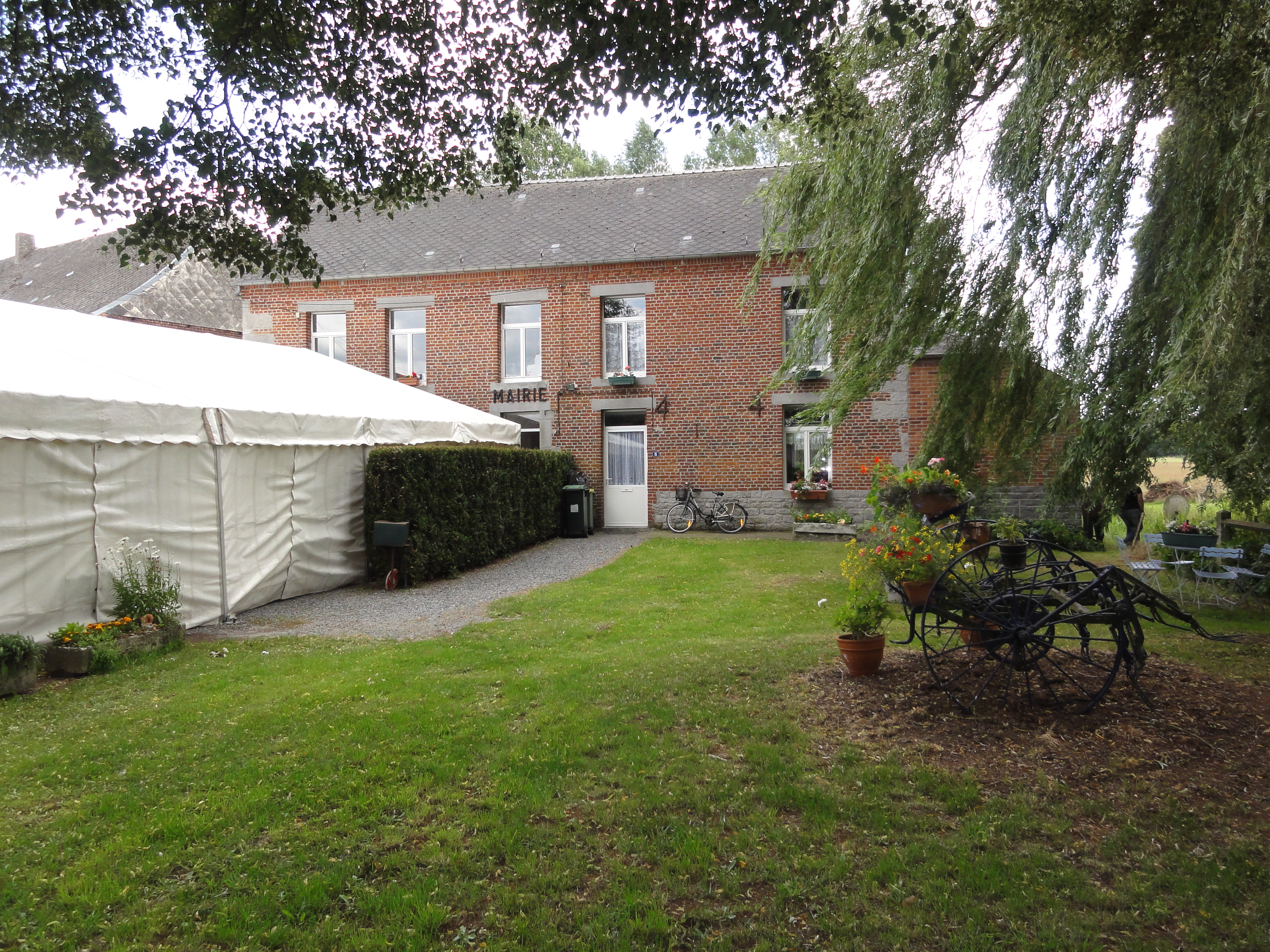
Mairie, avec tente pour la brocante de Baives, début juillet
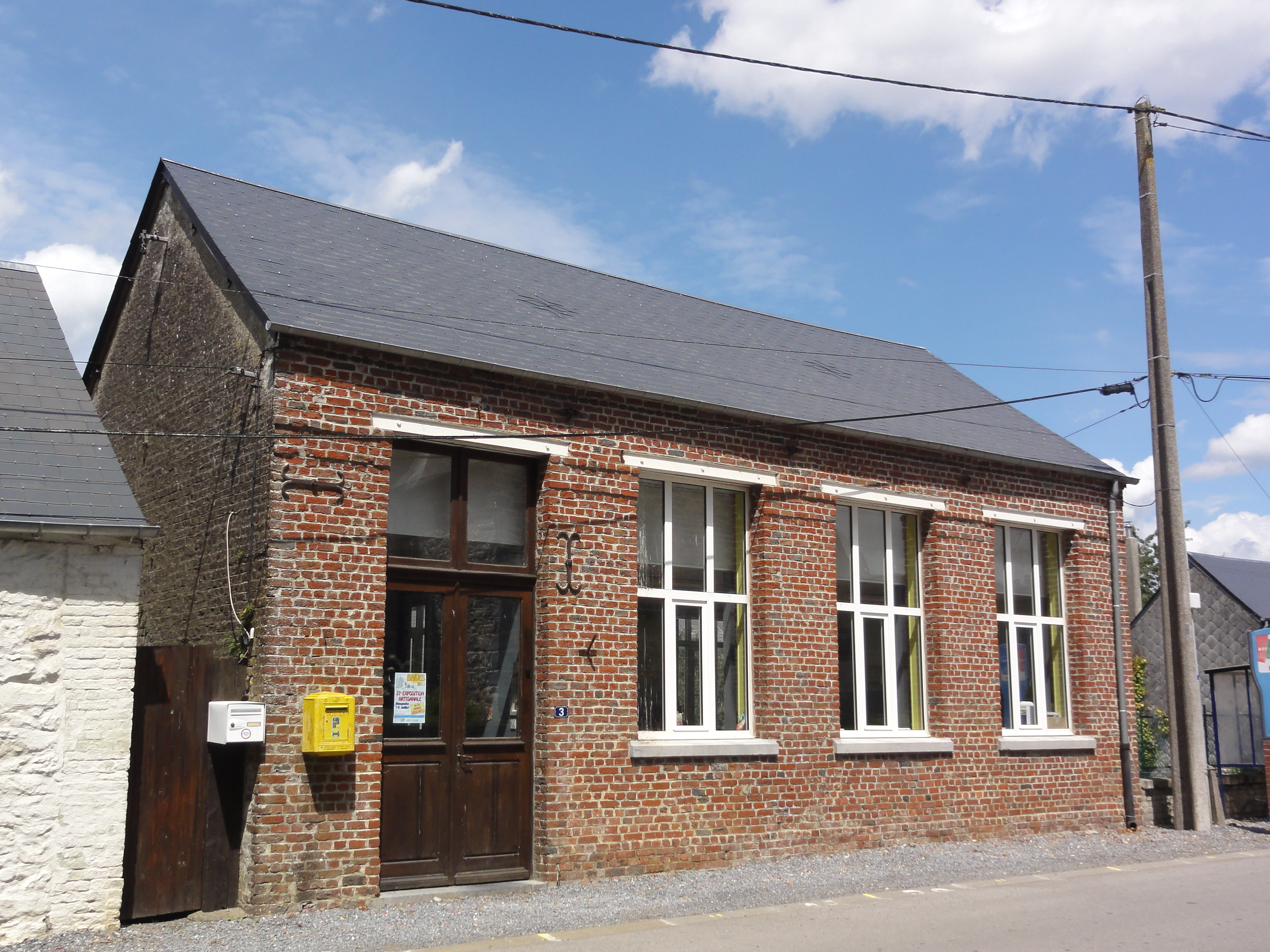
La petite école

- Le kiosque à musique en forme de balcon attaché au parvis surélevé de l'église
- Les monts de Baives avec la chapelle Saint Fiacre et le four à chaux restauré sur les Monts et un oratoire et un calvaire au pied des Monts.
- Le ruisseau de Baives et son petit pont
- Prairie à orchidées sur les hauteurs près du château d'eau (Réserve naturelle régionale des monts de Baives.

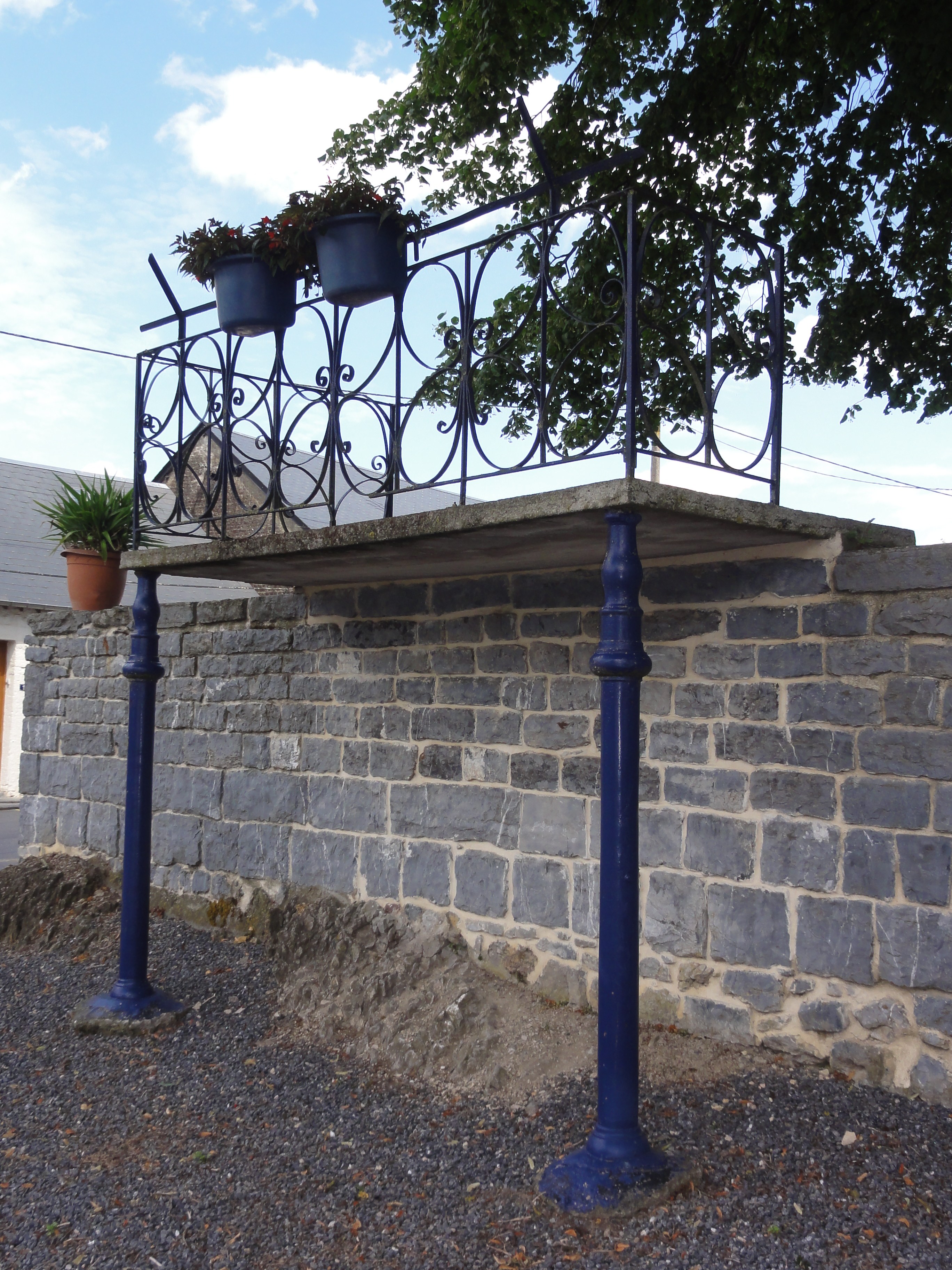
Kiosque à musique en balcon
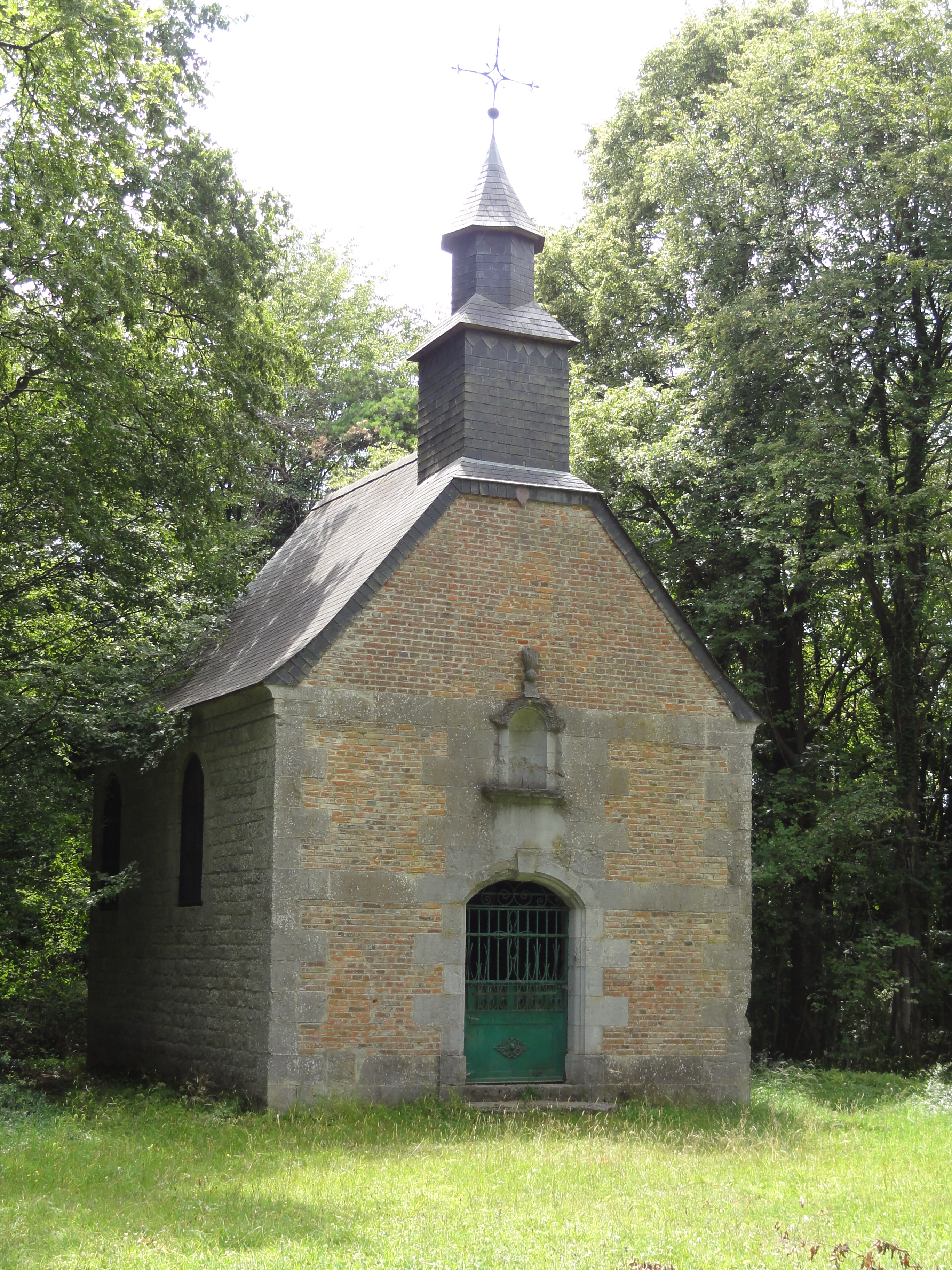
Chapelle Saint Fiacre sur les monts de Baives
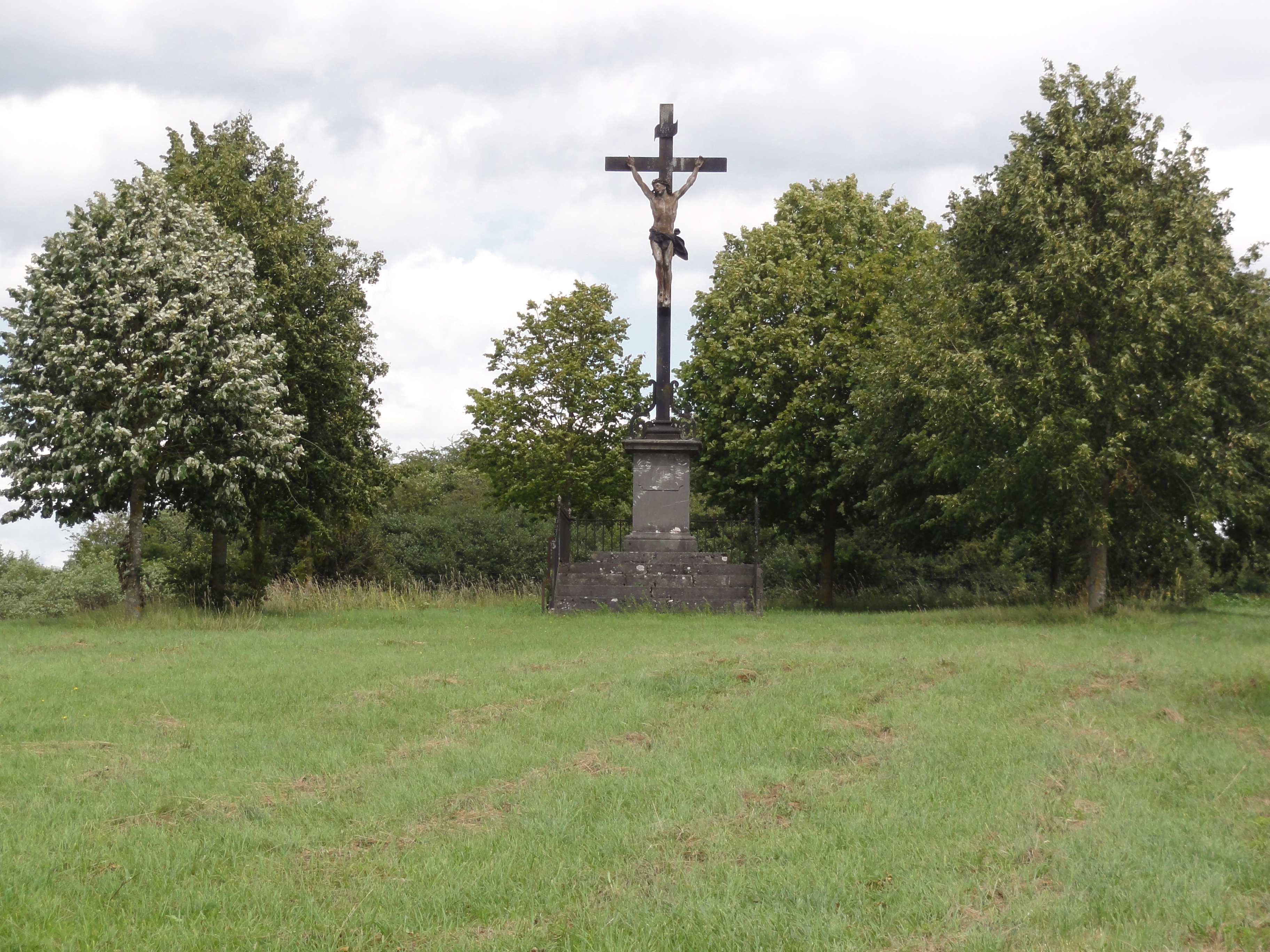
Calvaire au pied des Monts de Baives
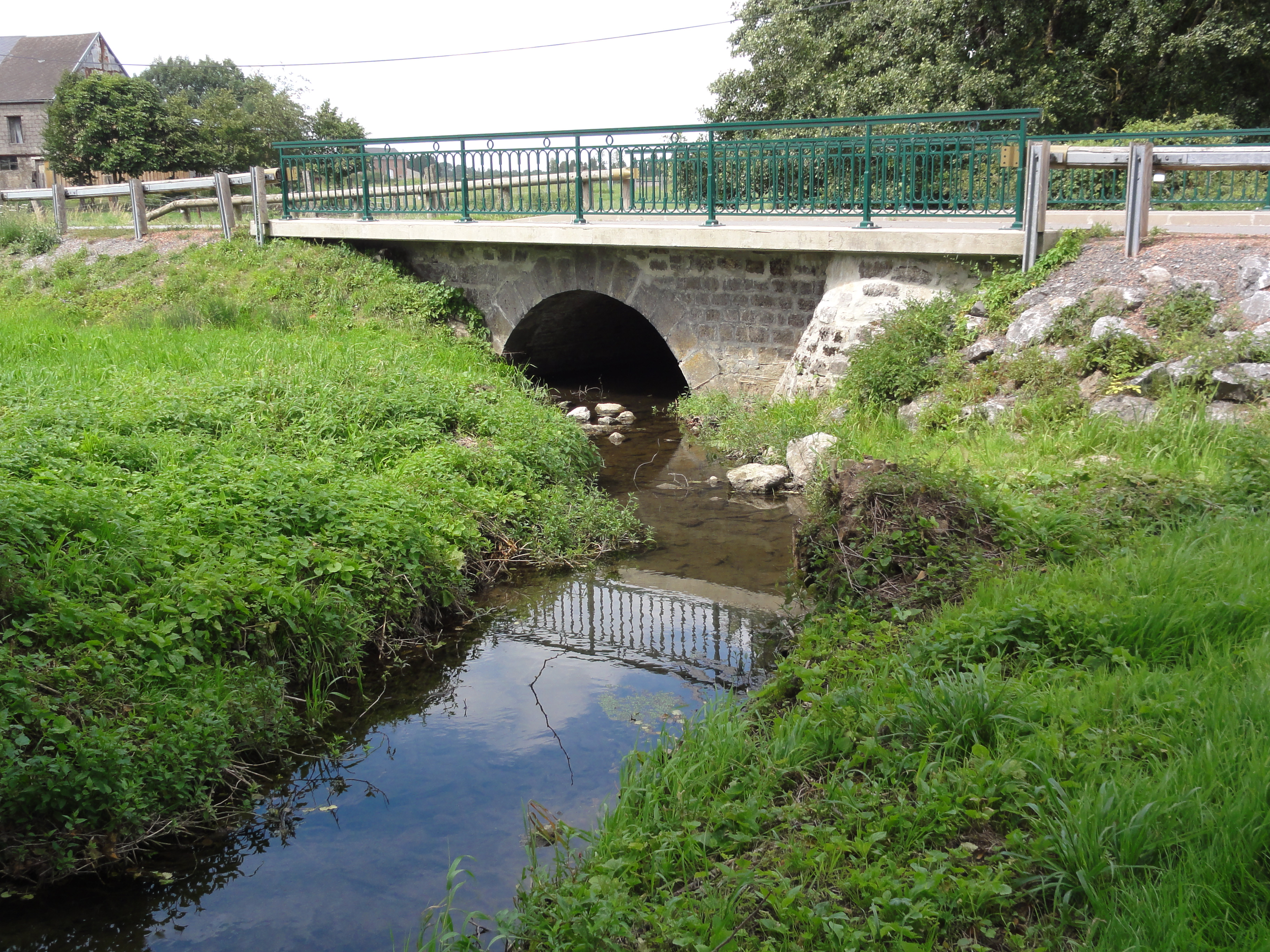
Ruisseau de Baives

### Personnalités liées à la commune
- Jean-Jacques Baligand (1697-1762), né à Baives, architecte et ingénieur en chef du duc de Lorraine Stanislas Leszczynski.

### Héraldique
| Blason de Baives | Blason  | De gueules à deux fasces bretessées et contre-bretessées d'argent ; au franc-canton de gueules à trois pals de vair et au chef d'or. |
| Blason de Baives | Détails | Le statut officiel du blason reste à déterminer.                                                                                     |